# De negende van OMA
De negende van OMA is het niet-gerealiseerde deel van een kunstwerk –een neonsculptuur– in Vlaardingen van de Eindhovense architect en beeldend kunstenaar John Körmeling, bestaande uit het plaatsen van een aantal neonletters op de luifel van de bibliotheek en het postkantoor er tegenover, alsmede de tekst DE NEGENDE VAN OMA in metershoge letters op het dak van het flatgebouw erboven. Tevens is het een arrest van de Nederlandse Hoge Raad dat hiermee verband houdt.

## Casus
Als opdrachtgever had de gemeente Vlaardingen een ontwerp goedgekeurd, dat bestond uit het plaatsen van neonletters op een paar gebouwen: de eerste 23 letters van het alfabet op de bibliotheek, de letters PTT op de gevel van het postkantoor en de letters DE NEGENDE VAN OMA op het dak van een seniorenflat die was ontworpen door architect Rem Koolhaas en zijn bureau Office for Metropolitan Architecture (OMA). Bewoners maakten bezwaar tegen de tekst die bovenop hun flat zou komen. De kunstenaar was niet bereid om de tekst (althans het woord OMA) te vervangen door een andere –voor de bewoners minder stigmatiserende– tekst. Het AROB-beroep van de bewoners had geen resultaat. Toch wilde de gemeente niet toestaan dat het kunstobject zou worden geplaatst.

## Procesgang
De kunstenaar vorderde –tevergeefs– nakoming van de overeenkomst. De vordering werd door de rechtbank toegewezen en in hoger beroep door het hof afgewezen. Het cassatieberoep werd verworpen.

## Rechtsoverwegingen
Het belang van de kunstenaar bij plaatsing is voor het hof evident. Bij de plaatsing moet echter ook rekening worden gehouden met van de belangen van derden als uitvloeisel van redelijkheid en billijkheid (art. 3:12 BW) en zal een belangenafweging moeten plaatsvinden. Het belang van de flatbewoners is zo zwaarwegend dat dit i.c. de doorslag moet geven.
Het hof overwoog:

De gemeente kan niet verplicht worden gehouden tot het verlenen van medewerking aan de plaatsing van de omstreden tekst op het flatgebouw. Hierbij is van doorslaggevende betekenis dat plaatsing in strijd zou zijn met zwaarwegende belangen van de bewoners, nu het hier niet gaat om een kwestie van mooi of lelijk, maar om de blijvende aanwezigheid van een tekst die de bewoners van de flat stigmatiseert en waarmee zij in geval van plaatsing ongewild en voortdurend zouden worden geconfronteerd.

De Hoge Raad:

Aldus heeft het hof niet blijk gegeven van een onjuiste rechtsopvatting.

## Conclusie
Publiekrechtelijke belangen zijn niet ondergeschikt aan een privaatrechtelijke overeenkomst welke door de gemeente is aangegaan. Belangen van derden kunnen zich verzetten tegen een vordering tot nakoming.